# Cydrela friedlanderae
Cydrela friedlanderae är en spindelart som beskrevs av Hewitt 1914. Cydrela friedlanderae ingår i släktet Cydrela och familjen Zodariidae. Inga underarter finns listade i Catalogue of Life.